# Sankt Johann-Köppling
Pour les articles homonymes, voir Sankt Johann.
Sankt Johann-Köppling est une ancienne commune autrichienne du district de Voitsberg en Styrie, aujourd'hui rattachée à la commune de Soding-Sankt Johann.